# Танганьика (мандат)
Танганьи́ка (англ. Tanganyika) — название восточноафриканской территории (и с 9.12.1961 до 26.4.1964 — независимого государства), лежащей между Индийским океаном и Великими озёрами Африки: Виктория, Малави и озером Танганьика. В 1885—1919 часть колонии Германская Восточная Африка, ныне материковая часть Танзании.
Территория Танганьики была занята Великобританией в ходе Первой мировой войны и отошла к ней по Версальскому мирному договору. С 22 июля 1922 года мандатная территория Лиги Наций под управлением Великобритании; с 11 декабря 1946 года подопечная территория ООН под тем же управлением.
9 декабря 1961 года Танганьика стала независимым королевством в составе Британского Содружества во главе с британской королевой. 9 декабря 1962 года, оставаясь в составе Содружества, провозглашена республикой. 26 апреля 1964 года Танганьика и Занзибар образовали Объединённую Республику Танганьика и Занзибар, переименованную 29 октября того же года в Объединённую Республику Танзания.
Хотя Танганьика существует в пределах Танзании, это название больше не используют для обозначения территории. Его использование может быть политически некорректно как возврат к колониальным временам, а также как намёк на оппозицию союзу с Занзибаром. В наши дни название Танганьика используется в основном для обозначения одноимённого озера.

## Политика британских властей
Политика Великобритании была направлена на объединение Танганьики с другими английскими колониями (Кенией, Занзибаром и Угандой) в федерацию Восточной Африки: введена единая валютная система, создан таможенный союз, единая система почтовых служб и железнодорожного сообщения. Поощрялось выращивание экспортных культур — хлопка, кофе и особенно сизаля, производство которого возросло с 17 тыс. тонн в 1912 году до 103 тыс. тонн в 1938 году.

### Местное самоуправление
В 1926 году при губернаторе создан Законодательный совет из представителей европейского и индийского населения (африканских представителей от Танганьики там не было до 1945 года).